# Metaballus bynoei
Metaballus bynoei är en insektsart som beskrevs av Rentz, D.C.F. 1985. Metaballus bynoei ingår i släktet Metaballus och familjen vårtbitare. Inga underarter finns listade i Catalogue of Life.